# Francisco I de Este

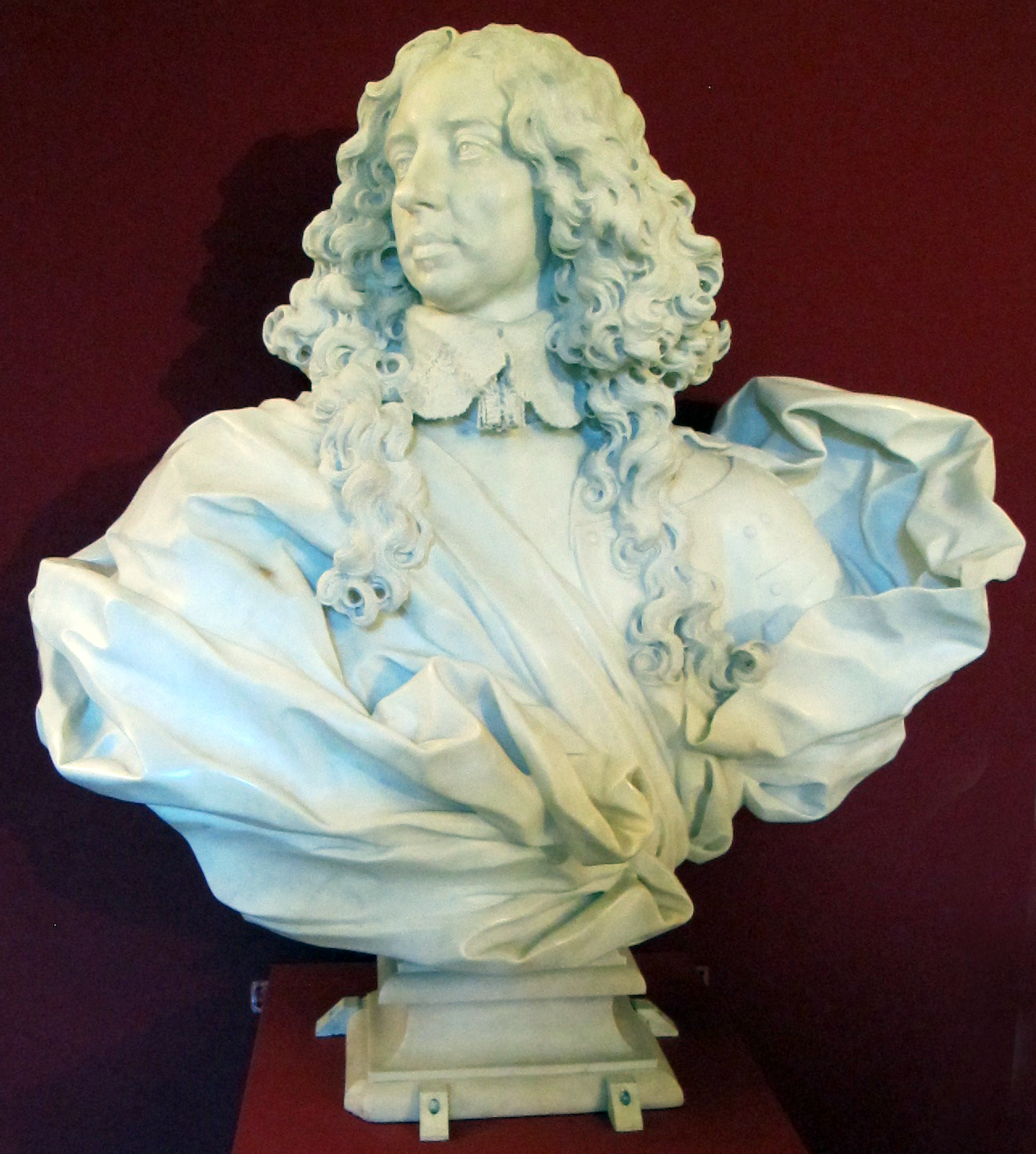
Busto de Francesco I de Este por Gian Lorenzo Bernini.

Francisco I de Este (Módena, 6 de septiembre de 1610-Santhià, 14 de octubre de 1658) fue el hijo mayor de Alfonso III de Este, duque de Módena y Reggio, e Isabel de Saboya. Sucedió a su padre en los derechos al ducado el 25 de julio de 1629 y fue duque de Módena y Reggio desde 1629 hasta su muerte.

## Biografía
Se convirtió en duque en 1629 tras la abdicación de su padre, Alfonso III de Este, fue sin duda el más grande del principio de los Este. Se encontró de inmediato para hacer frente a la terrible epidemia de peste de 1630 a 1631 (en Módena fue contagiada el 70% de la población, y el 40% había muerto) y se refugió en las colinas de Reggio Emilia, donde la enfermedad llegó más tarde y fue menos virulenta, y toda su familia se salvó. Dio crédito a la Madonna della Ghiara, y así nació la devoción que mantuvo toda la familia Este: su efigie también fue reproducida en diversas monedas.
Terminada la epidemia, se casó con María Farnesio, hija del duque de Parma, Renato I Farnesio, y mientras tanto la guerra de los Treinta Años estalló. El duque se puso del lado de España e invadió el ducado de Parma de su cuñado, y fue seguido por las incursiones francesas en Módena. Se fue entonces a Madrid para obtener recompensa por la alianza; regresó con las manos vacías, sin siquiera cobrar viejas deudas. Para anexar Correggio en 1641, después de que el Imperio la revocara por indignidad al príncipe Siro de Correggio, tuvo que pagar 230.000 florines y mantener una guarnición española.
Fue sólo después de la guerra de Castro que el Papa Urbano VIII (Maffeo Barberini) quería anexar como lo había hecho con Urbino: Parma, Módena, Venecia y Florencia se aliaron contra el Papa, pero otros países, temerosos de que se impusiera Francisco I, cuyo objetivo era la reconquista de Ferrara, se apresuraron a concluir una paz en Ferrara, el 31 de marzo de 1644, que dejó las cosas como estaban. Una vez más Francesco esperaba la ayuda de España, que no llegó, y decidió ponerse del lado de Francia, gracias a la mediación del Cardenal Mazarino.
Francisco I intentó la conquista de Cremona (parte del español Ducado de Milán) en 1648, pero por las condiciones climáticas adversas y la no llegada de las tropas y el dinero prometido por Mazarino, se vio obligado a desistir. El destino de la guerra de los Treinta Años, a continuación, dio un giro favorable a España y una vez más el duque buscó una entrevista con ella, pero luego de nuevo se acercó a Francia, combinando el matrimonio de su hijo Alfonso con Laura Martinozzi, sobrina de Mazarino. El gobernador español de Milán, el marqués de Caracena, cruzó el Po y Gualtieri, entrando en el territorio estense para conquistar Reggio, pero esta vez las condiciones climáticas adversas y la defensa de la ciudad obligaron a Caracena a desistir y retirarse.
A partir de 1655, todavía vemos a Francisco I, aliado de Francia y el Ducado de Saboya, combatiendo en Lombardía y Piamonte, como el comandante de las tropas francesas, así como de las propias, consiguiendo el éxito en las toma de Valenza en 1656 y fracasando en Alessandria, en 1657, incluso con la ayuda de su hijo Alfonso. A finales de 1657 regresó a Módena, pero en 1658 pasa el Po, Cassano d'Adda y alcanza las puertas de Milán, luego se dirige hacia el Piamonte y asedia Mortara, conquistándola el 25 de agosto. Pero no pudo disfrutar el triunfo de la victoria: se enfermó de malaria y murió en Santhià el 14 de octubre de 1658, en los brazos de su hijo Almerico.
Las conquistas serían devueltas a España, mediante el Tratado de los Pirineos en 1659.

## Carácter y legado
Líder de gran audacia, mantuvo, sin embargo, una rectitud moral y una religiosidad poco común entre los príncipes de la época; le encantaba donar sin que le pesara y conocer a aquellos quienes gratificaba. Módena se convirtió en una capital real gracias a su trabajo: construyó, además del Palacio Ducal, el Teatro della Spelta (3.000 asientos), un puerto en un ampliado canal Naviglio y la restauración de la Cittadella. Construyó la suntuosa villa de Pentetorri, que fue luego completamente destruida por los bombardeos durante la Segunda Guerra Mundial. También construyó el Palacio Ducal de Sassuolo para las vacaciones de la corte. Era prestigiosa su capilla ducal musical, que tuvo como director desde 1647 a 1665, al compositor Marco Uccellini, quien también fue maestro de capilla de la catedral.
Mecenas de artistas y escritores, Francisco enriqueció la Galería estense llevándola al nivel de las colecciones más ricas de Europa con la adquisición de obras de grandes artistas de su tiempo; parte de esta colección fue vendida por su descendiente, Francisco III, al rey de Polonia y elector de Sajonia, Augusto III, y que hoy forman el orgullo del museo de Dresde.
En la Galería Estense de Módena hay dos obras que lo presentan: el famoso busto de mármol de Bernini y el otro igualmente famoso retrato de Velázquez.

## Matrimonios y descendencia
Francisco I se casó tres veces:

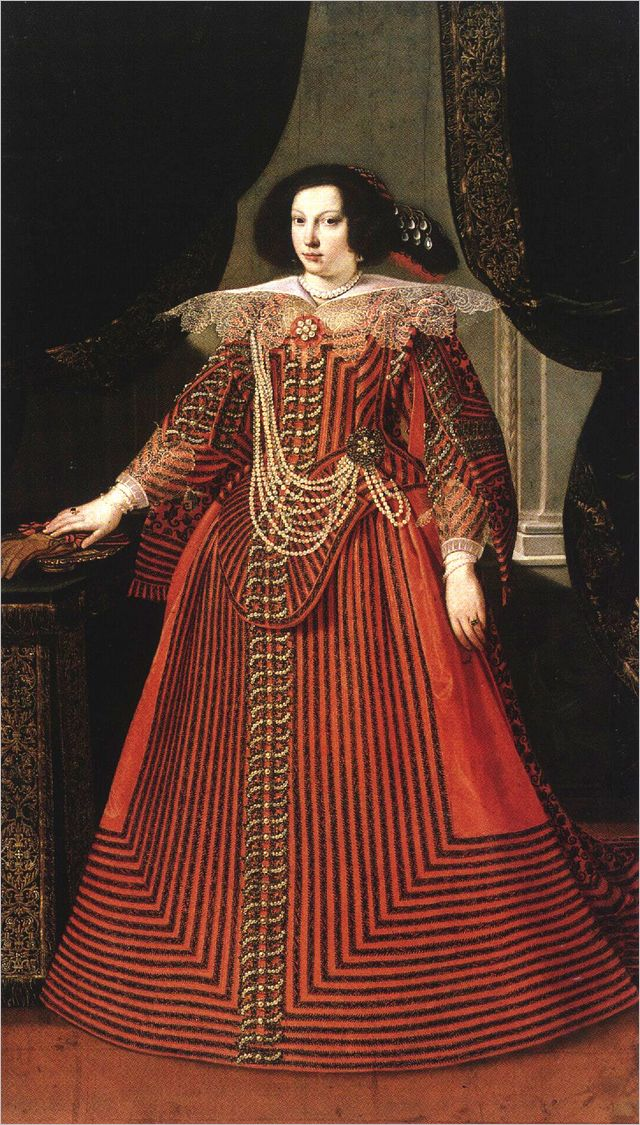
María Farnesio, primera esposa de Francisco, por Matteo Loves.

1. el 11 de enero de 1631 con María Farnesio (18 de febrero de 1615-25 de junio de 1646), hija de Renato I Farnesio, duque de Parma;
2. el 12 de febrero de 1648 con la hermana de su primera mujer, Victoria Farnesio (29 de abril de 1618-10 de agosto de 1649);
3. el 14 de octubre de 1654 con Lucrecia Barberini (24 de octubre de 1630-24 de agosto de 1699), hija de Taddeo Barberini.

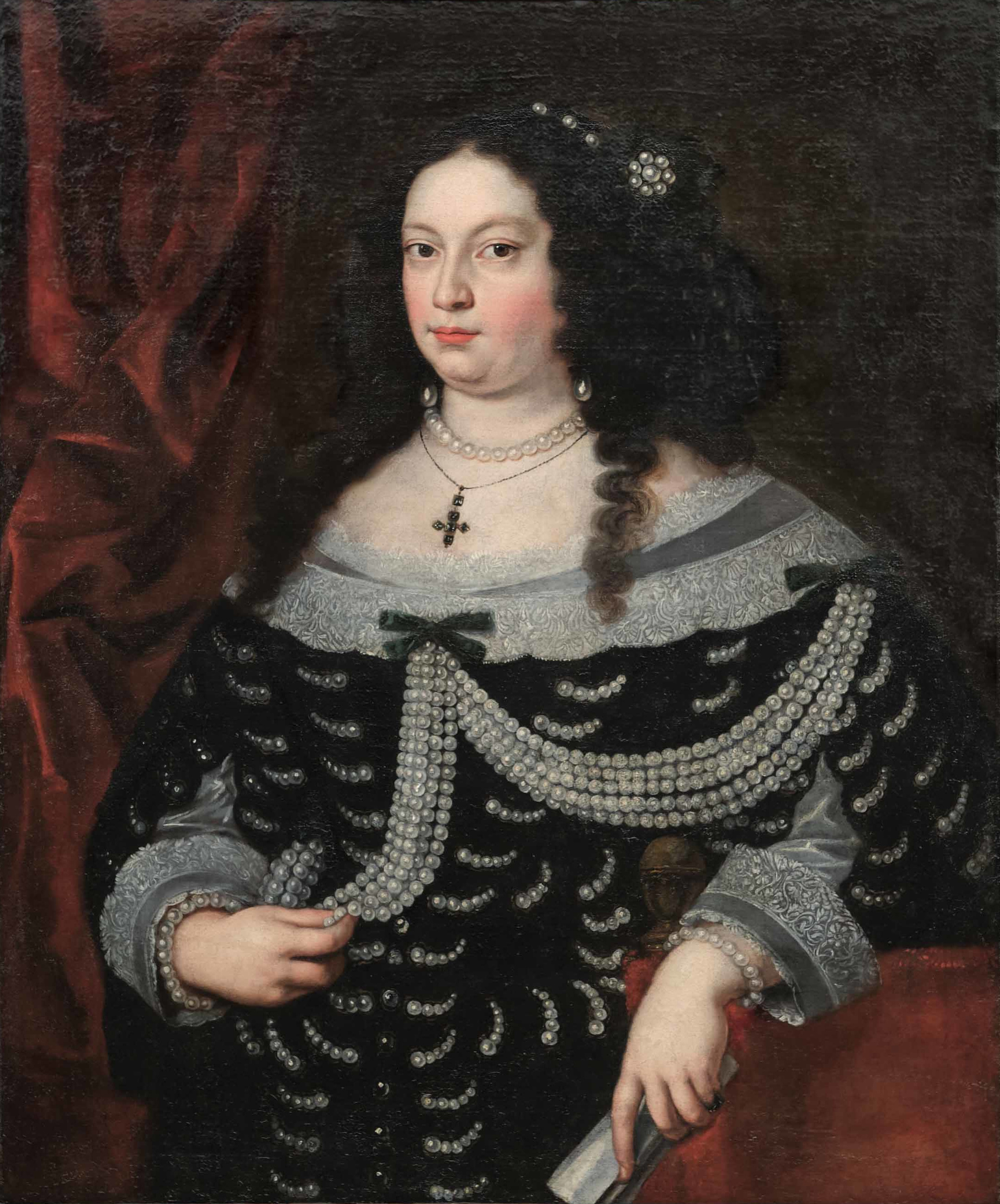
Victoria Farnesio, segunda esposa de Francisco y hermana de María, por Justus Sustermans (1648).

De su primer matrimonio tuvo nueve hijos:
1. Alfonso (1632).
2. Alfonso IV (14 de octubre de 1634-16 de julio de 1662), duque de Módena desde 1658. En 1655 se casó con Laura Martinozzi (1639-1687), hija de Géronimo Martinozzi y sobrina del cardenal Mazarino.
3. Isabel (3 de octubre de 1635-21 de agosto de 1666), casada el 18 de febrero de 1664 con Renato II Farnesio (1630-1694), duque de Parma.
4. Leonor (1639-1640).
5. Tedaldo (1640-1643).
6. Almerico (8 de mayo de 1641-14 de noviembre de 1660).
7. Leonor (2 de enero de 1643-24 de febrero de 1722), fue monja.
8. María (8 de diciembre de 1644-20 de agosto de 1684), se casó en octubre de 1668 con Renato II Farnesio (1630-1694), duque de Parma, viudo de su hermana.
9. Tedaldo (1646).

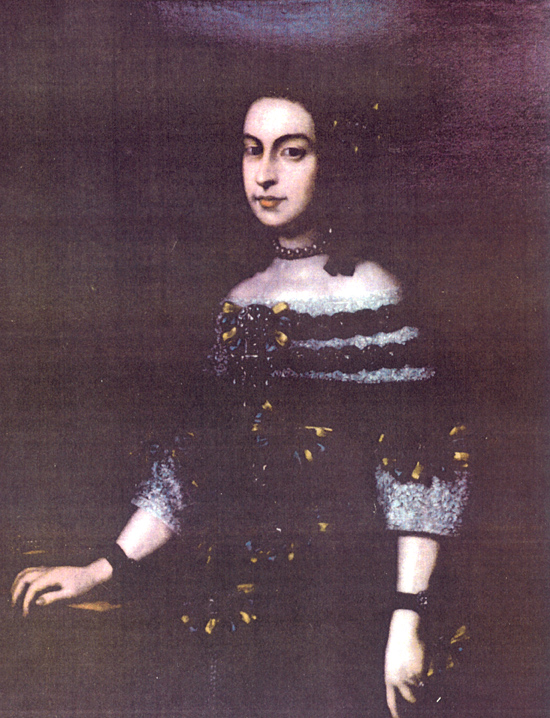
Lucrecia Barberini, tercera esposa de Francisco.

De su segundo matrimonio tuvo una hija:
1. Victoria (24 de agosto de 1649-1656).

Del tercer matrimonio tuvo un hijo:
1. Reinaldo III (26 de abril de 1655-26 de octubre de 1737), cardenal entre 1686-1695, y duque de Módena desde 1694. En 1696 se casó con Carlota de Brunswick-Luneburgo (1671-1710), hija del príncipe Juan Federico de Brunswick-Luneburgo.

| Predecesor: Alfonso III | Duque de Módena y Reggio 25 de julio de 1629-14 de octubre de 1658 | Sucesor: Alfonso IV |